# Чемпионат Европы по боксу
Чемпионат Европы по боксу — главное соревнование боксёров-любителей европейского континента. Мужские чемпионаты проводятся с 1925 года и обычно проходят с периодичностью раз в два года. С 2001 года проводятся также женские чемпионаты Европы по боксу.

## История чемпионатов Европы по боксу

### Среди мужчин
| Чемпионат             | Дата                | Год  | Место проведения          |
| --------------------- | ------------------- | ---- | ------------------------- |
| 1-й чемпионат Европы  | 5 — 7 мая           | 1925 | Стокгольм, Швеция         |
| 2-й чемпионат Европы  | 16 — 30 мая         | 1927 | Берлин, Германия          |
| 3-й чемпионат Европы  | 3 — 8 июня          | 1930 | Будапешт, Венгрия         |
| 4-й чемпионат Европы  | 11 — 15 апреля      | 1934 | Будапешт, Венгрия         |
| 5-й чемпионат Европы  | 5 — 7 мая           | 1937 | Милан, Италия             |
| 6-й чемпионат Европы  | 18 — 22 апреля      | 1939 | Дублин, Ирландия          |
| чемпионат Европы      | 20 — 25 января      | 1942 | Бреслау, Германия         |
| 7-й чемпионат Европы  | 12 — 17 мая         | 1947 | Дублин, Ирландия          |
| 8-й чемпионат Европы  | 13 — 18 июня        | 1949 | Осло, Норвегия            |
| 9-й чемпионат Европы  | 14 — 19 мая         | 1951 | Милан, Италия             |
| 10-й чемпионат Европы | 18 — 24 мая         | 1953 | Варшава, Польша           |
| 11-й чемпионат Европы | 27 мая — 5 июня     | 1955 | Западный Берлин, ФРГ      |
| 12-й чемпионат Европы | 25 мая — 2 июня     | 1957 | Прага, Чехословакия       |
| 13-й чемпионат Европы | 24 — 31 мая         | 1959 | Люцерн, Швейцария         |
| 14-й чемпионат Европы | 3 — 10 июня         | 1961 | Белград, Югославия        |
| 15-й чемпионат Европы | 26 мая — 2 июня     | 1963 | Москва, СССР              |
| 16-й чемпионат Европы | 21 — 29 мая         | 1965 | Берлин, ГДР               |
| 17-й чемпионат Европы | 25 мая — 2 июня     | 1967 | Рим, Италия               |
| 18-й чемпионат Европы | 31 мая — 8 июня     | 1969 | Бухарест, Румыния         |
| 19-й чемпионат Европы | 11 — 19 июня        | 1971 | Мадрид, Испания           |
| 20-й чемпионат Европы | 1 — 9 июня          | 1973 | Белград, Югославия        |
| 21-й чемпионат Европы | 1 — 9 июня          | 1975 | Катовице, Польша          |
| 22-й чемпионат Европы | 28 мая — 5 июня     | 1977 | Галле, ГДР                |
| 23-й чемпионат Европы | 5 — 12 мая          | 1979 | Кёльн, ФРГ                |
| 24-й чемпионат Европы | 2 — 10 мая          | 1981 | Тампере, Финляндия        |
| 25-й чемпионат Европы | 7 — 15 мая          | 1983 | Варна, Болгария           |
| 26-й чемпионат Европы | 25 мая — 2 июня     | 1985 | Будапешт, Венгрия         |
| 27-й чемпионат Европы | 30 мая — 7 июня     | 1987 | Турин, Италия             |
| 28-й чемпионат Европы | 27 мая — 3 июня     | 1989 | Афины, Греция             |
| 29-й чемпионат Европы | 7 — 12 мая          | 1991 | Гётеборг, Швеция          |
| 30-й чемпионат Европы | 6 — 12 сентября     | 1993 | Бурса, Турция             |
| 31-й чемпионат Европы | 30 марта — 7 апреля | 1996 | Вайле, Дания              |
| 32-й чемпионат Европы | 17 — 24 мая         | 1998 | Минск, Беларусь           |
| 33-й чемпионат Европы | 13 — 21 мая         | 2000 | Тампере, Финляндия        |
| 34-й чемпионат Европы | 12 — 21 июля        | 2002 | Пермь, Россия             |
| 35-й чемпионат Европы | 19 — 29 февраля     | 2004 | Пула, Хорватия            |
| 36-й чемпионат Европы | 14 — 23 июля        | 2006 | Пловдив, Болгария         |
| 37-й чемпионат Европы | 6 — 15 ноября       | 2008 | Ливерпуль, Великобритания |
| 38-й чемпионат Европы | 5 — 12 июня         | 2010 | Москва, Россия            |
| 39-й чемпионат Европы | 17 — 24 июня        | 2011 | Анкара, Турция            |
| 40-й чемпионат Европы | 1 — 8 июня          | 2013 | Минск, Беларусь           |
| 41-й чемпионат Европы | 6 — 15 августа      | 2015 | Самоков, Болгария         |
| 42-й чемпионат Европы | 14 — 26 июня        | 2017 | Харьков, Украина          |
| 43-й чемпионат Европы | 21 — 30 июня        | 2019 | Минск, Беларусь           |
| 44-й чемпионат Европы | 23 — 30 мая         | 2022 | Ереван, Армения           |
| 45-й чемпионат Европы | 22 июня — 2 июля    | 2023 | Катовице, Польша          |

### Среди женщин
| Чемпионат             | Дата                  | Год  | Место проведения         |
| --------------------- | --------------------- | ---- | ------------------------ |
| 1-й чемпионат Европы  | 10—14 апреля          | 2001 | Сент-Аман-лез-О, Франция |
| 2-й чемпионат Европы  | 11—17 мая             | 2003 | Печ, Венгрия             |
| 3-й чемпионат Европы  | 3—10 октября          | 2004 | Риччоне, Италия          |
| 4-й чемпионат Европы  | 8—15 мая              | 2005 | Тёнсберг, Норвегия       |
| 5-й чемпионат Европы  | 4—10 сентября         | 2006 | Варшава, Польша          |
| 6-й чемпионат Европы  | 15—20 октября         | 2007 | Вайле, Дания             |
| 7-й чемпионат Европы  | 15—20 сентября        | 2009 | Николаев, Украина        |
| 8-й чемпионат Европы  | 16—23 октября         | 2011 | Роттердам, Нидерланды    |
| 9-й чемпионат Европы  | 31 мая — 7 июня       | 2014 | Бухарест, Румыния        |
| 10-й чемпионат Европы | 14—24 ноября          | 2016 | София, Болгария          |
| 11-й чемпионат Европы | 5—12 июня             | 2018 | София, Болгария          |
| 12-й чемпионат Европы | 22 августа—1 сентября | 2019 | Алькобендас, Испания     |
| 13-й чемпионат Европы | 14—22 октября         | 2022 | Будва, Черногория        |

### Объединённый (мужчины и женщины)
| Чемпионат             | Дата           | Год  | Место проведения |
| --------------------- | -------------- | ---- | ---------------- |
| 46-й чемпионат Европы | 18 — 28 апреля | 2024 | Белград, Сербия  |